# Jennette McCurdy
Pour les articles homonymes, voir McCurdy.
Ne doit pas être confondu avec Jesse McCartney.
 (juillet 2017).
Si vous disposez d'ouvrages ou d'articles de référence ou si vous connaissez des sites web de qualité traitant du thème abordé ici, merci de compléter l'article en donnant les références utiles à sa vérifiabilité et en les liant à la section « Notes et références ».
Jennette McCurdy, (de son vrai nom Jennette Michelle Faye McCurdy), née le 26 juin 1992 à Long Beach, en Californie (États-Unis), est une actrice et auteure-compositrice-interprète de country pop américaine. 
Elle se fait connaitre pour son rôle de Sam Puckett dans la série iCarly (2007-2012). Ensuite, toujours sur Nickelodeon, elle tient le rôle principal au côté d’Ariana Grande dans la comédie Sam et Cat (2013-2014). Elle fait ensuite son retour à l’écran en tenant le premier rôle de la série Between (2015-2017) sur Netflix.

## Biographie

### Carrière
Elle a commencé sa carrière d'actrice en 2000 à l'âge de huit ans.  Elle est également apparue dans plusieurs publicités comme celle de Sprint Nextel, et un autre spot pour traverser la route en toute sécurité.
Depuis 2007, elle a un rôle principal dans la série télévisée de Nickelodeon iCarly avec Miranda Cosgrove, Nathan Kress et Jerry Trainor, en tant que Sam Puckett, la meilleure amie de Carly Shay (Miranda Cosgrove). Sur la même chaîne, elle joue aussi dans Sam et Cat avec Ariana Grande interprétant Cat dans Victorious. En 2008, elle a été nommée pour un Young Artist Award, pour son travail sur iCarly, et pour son interprétation de Dory Sorenson dans le téléfilm The Last Day of Summer. Elle a été nommée pour le Prix 2009 aux Teen Choice Awards, dans la catégorie TV préférée Sidekick pour son travail sur iCarly. Elle a également interprété le rôle de Bertha dans Fred: The Movie, un film basé sur une série de YouTube sur Fred Figglehorn.
En juin 2008, elle a annoncé sur son site officiel qu'elle travaillait sur son premier album. Le premier single, So Close, est sorti le 10 mars 2009. Le second single, Homeless Heart, une reprise d'une chanson d'Amanda Stott, est sorti le 19 mai. La chanson est sortie en l'honneur de Cody Waters, décédé peu auparavant à l'âge de 9 ans d'un cancer du cerveau. McCurdy a annoncé qu'elle avait signé un contrat avec Capitol Records Nashville.
En 2015, on la retrouve dans la série Between sur Netflix. La série raconte l'histoire d'un virus mortel qui décime tous les habitants de plus 21 ans d'une petite ville des États-Unis. La série, composée de six épisodes, fera l'objet d'une saison 2 qui devrait être diffusée sur Netflix en 2016.
Dans la vie de tous les jours, Jennette aime la danse, le karaté, le snowboard, le piano, écrire et visionner des films. Elle possède d'autres talents comme le patin, le skateboard, chanter, le baseball, le basketball, et le trampoline.
Ses mémoires I'm Glad my Mom Died, parues en 2022, mettent en avant sa relation difficile avec sa mère abusive, ses problèmes d'anorexie et de boulimie ainsi que sa carrière d'actrice.

### Vie privée
Le 20 septembre 2013, sa mère meurt d'un cancer après 17 ans de combat[réf. nécessaire]. En 2014, elle a été en couple avec le basketteur Andre Drummond.

## Filmographie

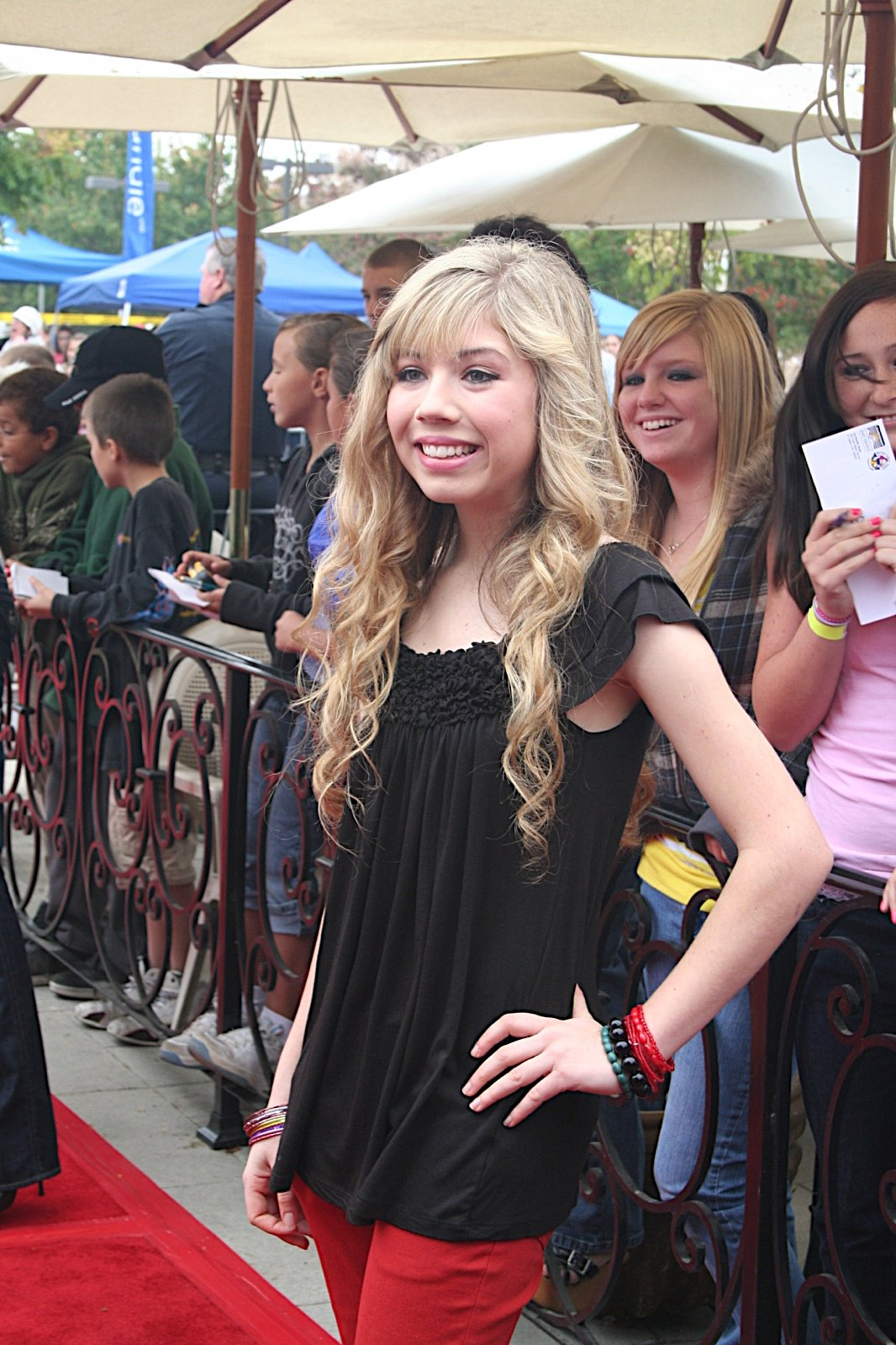
Jennette McCurdy en novembre 2008

- 2000 : MADtv (série télévisée) : Cassidy Gifford
- 2001 : Shadow Fury : Anna Markov
- 2002 : Les Experts (CSI: Crime Scene Investigation) (série télévisée) : Jackie Trent
- 2002 : Ma fille est innocente (My Daughter's Tears) : Mary Fields
- 2003 : Hollywood Homicide : Van Family Daughter
- 2004 : Karen Sisco (série télévisée) : Josephina 'Josie' Boyle
- 2004 : Breaking Dawn : The Little Girl
- 2004 : Tiger Cruise (TV) : Kiley Dolan
- 2004 : La Vie avant tout (Strong Medicine) (série télévisée) : Haley Campos
- 2005 : New York, unité spéciale (Law & Order: Special Victims Unit) (saison 6, épisode 11) : Holly Purcell
- 2005 : Médium (Medium) (série télévisée) : Sara Crewson
- 2005 : Amy (Judging Amy) (série télévisée) : Amber Reid
- 2005 : Malcolm (Malcolm in the Middle) (série télévisée) : Daisy/Penelope
- 2005 : The Inside : Dans la tête des tueurs (The Inside) (série télévisée) : Madison St. Clair
- 2005 : Over There (série télévisée) : Lynn
- 2005 : See Anthony Run (en) (court métrage) : Lucy Randall
- 2005 : Zoé (Zoey 101) (série télévisée) : Trisha Kirby
- 2006 : Will et Grace (série télévisée) : Oldest Girl
- 2006 : Juste Cause (Close to Home) (série télévisée) : Stacey Johnson
- 2006 : Against Type (TV) : Meredith
- 2007 - 2012 : iCarly (série télévisée) : Sam Puckett et Mélanie Puckett
- 2007 : Retour à Lincoln Heights (Lincoln Heights) (série télévisée) : Becky
- 2007 : Le Dernier Jour de l'été (en) (TV) : Dory Sorenson
- 2008 : iCarly: Carly va au Japon (TV) : Sam Puckett
- 2009 : Minor Details : Mia
- 2009 : True Jackson (série télévisée) : Pinky Turzo
- 2010 : Les Pingouins de Madagascar (série télévisée) : Becky (voix)
- 2011 : Best Player (téléfilm) : Christina "Chris" Saunders, alias Prodigy
- 2012 : Victorious (série télévisée) : épisode "Crazy Ponnie"
- 2013 : Arnaque à la carte (TV) : Savannah Westcott
- 2013 : Sam et Cat (série télévisée) : Sam Puckett et Mélanie Puckett
- 2014 : The Goree Girls : Billie Crow
- 2015 - 2016 : Between  : Wiley Day
- 2016 : Pet de Carles Torrens : Claire
- 2016 : Stong Independent Women (court métrage et réalisatrice)

## Voix françaises
En France et en Belgique, Marie Millet-Giraudon est la voix française la plus régulière de l'actrice depuis les séries Nickelodeon iCarly et Sam et Cat. 

## Discographie

### Albums
- 2010 : Not That Far Away (EP)
- 2011 : Generation Love
- 2012 : Jennette McCurdy

### Comme auteur
- Not That Far Away – 3:24
- Stronger – 3:28
- Break Your Heart – 3:24
- Put Your Arms Around Someone – 3:11
- You in Me (iTunes bonus track)*  3:00

## Distinctions

### Nominations
- 2008 : Young Artist Awards : Meilleure actrice Féminine dans une série télévisée- Second rôle féminin pour iCarly
- 2009 : Teen Choice Awards : Meilleur travail dans une série pour iCarly

### Récompenses
- 2011 : Kids' Choice Awards : Meilleur rôle de l'année pour son rôle de Sam Puckett Dans iCarly